# Le Kid du Texas (film, 1950)
Pour les articles homonymes, voir Le Kid du Texas.
Pour plus de détails, voir Fiche technique et Distribution.
Le Kid du Texas (titre original : The Kid from Texas) est un film américain de Kurt Neumann sorti en 1950.

## Synopsis
William Bonney alias Billy The Kid est engagé comme cow-boy dans le ranch de Jameson, le seul éleveur à lui tendre une main. Lorsque celui-ci est abattu, Billy n'a qu'une seule idée en tête : le venger. Kain, un autre propriétaire, profite du Kid en le manipulant et en se débarrassant de ses ennemis. Sa tête étant mise à prix, Billy se réfugie parmi quelques fidèles dans les collines.

## Fiche technique
- Titre original : The Kid from Texas
- Titre français : Le Kid du Texas
- Réalisation : Kurt Neumann
- Scénario : Robert Hardy Andrews et Karl Kamb d'après une histoire de Robert Hardy Andrews
- Direction artistique : Bernard Herzbrun, Emrich Nicholson
- Décors : Russell A. Gausman, Oliver Emert
- Costumes : Rosemary Odell
- Photographie : Charles Van Enger
- Son : Leslie I. Carey, Robert Pritchard
- Montage : Frank Gross
- Musique : Milton Schwarzwald
- Production : Paul Short
- Société de production : Universal-International Pictures
- Société de distribution : Universal Pictures
- Pays de production :  États-Unis
- Langue originale : anglais
- Format : couleur (Technicolor) — 35 mm — 1,37:1 — son Mono
- Genre : Western
- Durée : 78 minutes
- Dates de sortie :
  - États-Unis : 1er mars 1950
  - France : 9 juin 1950

## Distribution
- Audie Murphy (VF : Jacques Thébault) : William Bonney alias Billy The Kid
- Gale Storm : Irene Kain
- Albert Dekker (VF : Raymond Rognoni) : Alexander Kain
- Shepperd Strudwick (VF : Jean Ozenne) : Roger Jameson
- Will Geer (VF : Georges Hubert) : O'Fallon
- William Talman : Minninger
- Martin Garralaga : Morales
- Robert Barrat (VF : Henry Valbel) : Général Lewis Wallace
- Walter Sande : Crowe
- Frank Wilcox : Shérif Pat Garrett
- Dennis Hoey (VF : Lucien Bryonne) : Major Harper
- Ray Teal (VF : Pierre Morin) : Shérif Rand
- Don Haggerty (VF : Raymond Loyer) : Morgan
- Pilar Del Rey : Marguarita
- Parley Baer (VF : Marc Valbel) : le narrateur
- Edward Gargan (non crédité) : le forgeron